# Столлер, Эзра
Э́зра Сто́ллер (англ. Ezra Stoller; 16 мая 1915 года, Чикаго, США — 29 октября 2004 года, Уильямстаун, Массачусетс, США) — американский архитектурный фотограф.

## Биография
Эзра Столлер родился 16 мая 1915 года в городе Чикаго, США.
В юности посещал профессионально-техническое училище, где на уроках технического черчения он впервые всерьёз познакомился с возможностью реалистичного перенесения объёмного изображения на плоский лист бумаги. «Меня поразила возможность отобразить объемный мир в двухмерной интерпретации», — вспоминал он. Страсть к фотографии придёт к Эзре Столлеру позднее, во время его обучения в Архитектурной школе при Нью-Йоркском университете. Там Эзра, помимо прочего, занимается изготовлением диапозитивов и фотографий архитектурных моделей, рисунков и скульптур. Увлекательный мир фотографии всё больше поглощает Эзру, и, окончив в 1939 году своё обучение в Архитектурной школе при университете, он решает стать профессиональным фотографом. Полученный же им диплом архитектора навсегда определяет его специализацию как фотографа — он становится архитектурным фотографом.
За свою более чем полувековую творческую деятельность Эзра Столлер, всегда остававшийся приверженцем чёрно-белой фотографии (за редкими исключениями), смог запечатлеть на своих снимках практически все самые выдающиеся мировые шедевры современной архитектуры, создав, таким образом, визуальную коллекцию современной архитектуры, в которой собрано вместе и наглядно показано всё многообразие воплощённых «в стекле и камне» замыслов современных архитекторов.
В разные годы в объектив камеры Эзры Столлера попадали: «Сигрэм Билдинг» архитектора Людвига Мис ван дер Роэ, Музей Соломона Гуггенхайма и «Дом над водопадом» архитектора Фрэнка Ллойда Райта, Павильон Финляндии на Всемирной выставке 1939 года в Нью-Йорке архитектора Алвара Аалто, Международный аэропорт имени Джона Кеннеди и многие другие.
В 1960 году Американский институт архитектуры наградил Эзру Столлера золотой медалью. Столлер стал первым фотографом, которому была присуждена эта высокая награда. Именно поэтому, несмотря на большое количество иных наград, Эзра Столлер всегда особенно гордился этой медалью.
В разные годы фотоработы Столлера публиковались в самых разных печатных изданиях — как совместно, так и в виде отдельных снимков. Одним же из самых известных изданий, в котором собраны практически все основные фотоработы Эзры Столлера, является книга «Modern Architecture: Photographs by Ezra Stoller».
В поздние годы жизни Эзра Столлер основал Esto Photographics —коммерческую фотографическую фирму. Эта фирма пережила своего основателя, и в настоящее время находится под управлением Эрики Столлер (англ. Erica Stoller) — родной дочери Эзры Столлера.
Другой ребёнок Эзры — сын Эван Столлер (англ. Evan Stoller) — архитектор и, по совместительству, дизайнер линии архитектуральной современной мебели, выпускаемой под маркой Stoller Works.
29 октября 2004 года, в возрасте 89-ти лет, Эзра Столлер скончался в своём доме в городе Уильямстаун, штат Массачусетс, США. Причиной смерти явились осложнения после инсульта.

## Принципы творчества
Как правило, Эзра Столлер долго готовился к съёмке того или иного здания. Он делал неспешный круговой обход всего здания, тщательно подбирая места, с которых открывались наиболее выигрышные ракурсы будущей съёмки, отмечал такие места на плане. Там же он записывал данные об освещении, указывал точное время наилучшего освещения объекта будущей съёмки.
Подобную тщательность в подготовке каждого своего кадра можно объяснить тем, что Эзра Столлер принципиально никогда не занимался постобработкой своих фотографий. «Я редактирую фотографии до нажатия на кнопку», — говорил фотограф.
Но Столлер стремился не просто «хорошо сфотографировать здание». Помимо этого, он старался ещё и оживить каждый свой снимок элементами, которые не имеют никакого отношения к архитектуре — автомобилями, фигурами людей. Подобное оживление кадра хорошо может проиллюстрировать фотография Музея Гуггенхайма в Нью-Йорке, где на переднем плане расположен автомобиль — белый «Бьюик», на среднем плане — две спешащие по своим делам монахини, а здание музея — на заднем плане.

## Цитаты
Эзра Столлер:

«Фотография — это продукт пространства, света и текстуры. Но самый важный элемент — это время. Та самая наносекунда, когда пространство рисует себя на матовом стекле.»

«Раньше архитекторы нанимали фотографов, говорили, что и как нужно сфотографировать, а те шли и делали, как было сказано. Со мной архитекторам было трудно. Мало кто из них мог дождаться, пока я сделаю снимок.»

«Я вижу свою работу подобно музыканту — ему даётся партитура, которую он должен привести в жизнь и сделать это так хорошо, как это только может быть! В то время как я не могу сделать плохое здание хорошим, я могу вытянуть силы из работы, в которой есть сила.»
Уильям С. Саундерс, автор книги «Современная архитектура: Фотографии Эзра Столлер» (Abrams, 1990):

«У него было довольно глубокое виденье сильных сторон современной архитектуры: простота, пропорции, баланс. Он посвятил себя изображению зданий в наилучшем возможном виде.»
Куратор проекта «Эзра Столлер: Архитектурная фотография» Дебора Ротшильд:

«Он будет практически преследовать здание и подкрадываться к нему с разных сторон и делать все эти проекции. Это, в сочетании с природным даром композиции и ясности, позволило ему иметь очень правильную точку зрения.»

## Выставки

### Персональные
- Max Protetch Gallery, Нью-Йорк, 1980 год[5].
- James Danziger Gallery, Нью-Йорк, 1998 год[5].
- James Danziger Gallery, Нью-Йорк. 1999 год[5].
- Rolf Ricke Gallery, Кёльн, 2000 год[5].
- Ariel Meyerowitz Gallery, Нью-Йорк, 2001 год[5].
- Henry Urbach Architecture Gallery, Нью-Йорк, 2002 год[5].
- Henry Urbach Architecture Gallery, Нью-Йорк, 2004 год[5].
- Williams College Museum of Art, Уильямстаун, Массачусетс, 2004 год[5].
- Danziger Projects, 2007 год[5].
- Yossi Milo Gallery, Нью-Йорк, 2011 год[5].

### Групповые
- Канадский центр архитектуры (англ. Canadian Center for Architecture)[5].
- Музей современного искусства в Сан-Франциско, США (англ.  San Francisco Museum of Modern Art)[5].

## Присуждённые звания
- Почетная докторантура искусств. Присуждена Институтом Пратта (англ. Pratt Institute) в 1998 году[5].